# Từ nguyên học
Từ nguyên học (tiếng Anh: etymology, tiếng Pháp: étymologie) là ngành học về lịch sử của các từ, nguồn gốc của chúng, và việc hình thái và ngữ nghĩa của chúng thay đổi ra sao theo thời gian. Nói rộng ra, "từ nguyên của một từ" là nguồn gốc của từ đó. Lĩnh vực nghiên cứu từ nguyên học được khai sinh từ truyền thống bác ngữ học (philology).
Đối với những ngôn ngữ có một lịch sử chữ viết lâu đời, các nhà từ nguyên học sử dụng các văn bản trong những ngôn ngữ này và các văn bản về những ngôn ngữ này để tìm hiểu xem các từ đã được sử dụng như thế nào trong những thời kỳ ban đầu của chúng và khi nào thì các từ này xuất hiện trong những ngôn ngữ đang được xem xét. Các nhà từ nguyên học còn sử dụng những phương pháp của ngôn ngữ học so sánh để tái tạo thông tin về những ngôn ngữ đã quá xa xưa đến nỗi ngày nay không còn bất cứ thông tin trực tiếp nào về chúng nữa.
Từ etymology trong tiếng Anh bắt nguồn từ etymon trong tiếng Hy Lạp, có nghĩa là "cảm nhận thật sự", và hậu tố -logia, có nghĩa là "ngành học về".